# Варварино (Юрьев-Польский район)
Варва́рино — село в Юрьев-Польском районе Владимирской области России, входит в состав Красносельского сельского поселения. Расположено в 8 км к юго-востоку от Юрьева-Польского на левом берегу реки Колокша.

## История
В селе родился декабрист М. Ф. Митьков. Впоследствии усадьба была куплена Екатериной  Тютчевой, дочерью поэта Ф. И. Тютчева. В 1878 году в село приехал высланный из столичных городов муж сестры владелицы, публицист и писатель И. С. Аксаков. Сюда к нему приехал в августе 1878 года И. Е. Репин, которому П. М. Третьяков заказал портрет Аксакова; во время своего пребывания Репин написал этюд маслом «Вид села Варварино». 
После смерти Е. Ф. Тютчевой имение перешло к её сестре Дарье, которая завещала Варварино своему племяннику Фёдору Тютчеву-младшему. В 1906 году он продал усадьбу Г. Васильеву. От усадьбы сохранился лишь барский каменный дом, построенный на рубеже XVIII—XIX веков в формах архитектуры классицизма.
В XIX — начале XX века село входило в состав Никульской волости Юрьевского уезда, с 1925 года — в составе Юрьевской волости Юрьев-Польского уезда Иваново-Вознесенской губернии. В 1859 году в селе числилось 30 дворов , в 1905 году — 61 дворов.
С 1929 года деревня являлась центром Варваринского сельсовета Юрьев-Польского района, с 1959 года в составе — Кучковского сельсовета, с 2005 года — в составе Красносельского сельского поселения.

## Население
| 1859 | 1905 | 2002 | 2010 | 2021 |
| ---- | ---- | ---- | ---- | ---- |
| 268  | ↗371 | ↘27  | ↘22  | ↗25  |